# Přepojování paketů
Přepojování paketů je v informatice technologie používaná v počítačových sítích, kdy jsou data posílána postupně po menších částech (pakety, ethernetové rámce). Každá část v sobě nese informaci o cíli své cesty a je počítačovou sítí doručována samostatně. Směrování v uzlech sítě zajišťují specializované přepínače (tzv. IMP – intermessage procesor, například switch, router). Původní zprávu sestavuje typicky až příjemce, protože jednotlivé části mohou sítí putovat různými cestami. Přepojování paketů se používá v Internetu, kde přepravu paketů zajišťuje na síťové vrstvě IP protokol a sestavování původní zprávy zajišťuje na transportní síťové vrstvě protokol TCP, který zajišťuje správu virtuálního okruhu.
Alternativou k přepojování paketů je přepojování okruhů.

## Charakteristika
Hlavní výhodou počítačové sítě, která používá přepojování paketů, je robustnost. Při výpadku spoje mohou být následující části přepravované zprávy přepravovány alternativní cestou (za předpokladu, že síť obsahuje redundantní spoje).
Pokud dojde při přepravě ke ztrátám, mohou být chybějící části zprávy přepraveny bez nutnosti opakovat celý přenos. Spolu s odstraněním duplikace a zachováním pořadí jsou tyto doplňující služby označovány jako vytvoření virtuálního okruhu, který je obvykle zajišťován na vyšší síťové vrstvě.